# Zorra
Zorra ist ein spanischsprachiger Popsong, der von Mark Dasousa und Mery Bas komponiert, getextet und unter ihrem Künstlernamen Nebulossa interpretiert wurde. Mit dem Titel vertrat das spanische Duo Spanien beim Eurovision Song Contest 2024 in Malmö.

## Hintergrund
Bereits im November 2023 gab das spanische Fernsehen die Teilnehmerliste des kommenden Benidorm Fest 2024, welches als spanische Vorentscheidung zum Eurovision Song Contest fungiert, bekannt, auf der sich auch Nebulossa befanden.
Das Duo trat erstmals im ersten Halbfinale am 30. Januar 2024 auf, wobei es sich erfolgreich für das Finale qualifizierte. Am 3. Februar gewannen Nebulossa die Show mit insgesamt 156 Punkten.
Obwohl Bas erklärte, nicht damit gerechnet zu haben, in eine Auswahl für das Benidorm Fest zu kommen, erläuterte sie in einem früheren Interview, dass der Titel nicht unbemerkt bleiben würde und habe ihn mit dem Namen „X“ eingereicht.

## Inhaltliches
Laut Bas sei der Titel Manuela Trasobares Haro gewidmet, einer transsexuellen Künstlerin, Politikerin und Sängerin die in Katalonien tätig ist. Der Titel Zorra lässt sich als Schlampe übersetzen. Dasousa erklärte, dass durch die Veränderung eines Buchstabens des Wortes „Zorro“ (deutsch Fuchs) die Bedeutung eine völlig andere sei und fragte, warum ein Fuchs „schlau“ sei und eine Schlampe „anrüchig“ und dadurch entsprechende Reaktionen auslöse.
Bas habe sich immer wieder Situationen ausgesetzt gesehen, in denen sie ausgegrenzt wurde und sich innerlich daher als „Schlampe“ gesehen, obwohl das Wort nicht offen ausgesprochen wurde. Im Lied würden sich viele Menschen in einer ähnlichen Situation identifizieren können, da es für Befreiung und Ermächtigung stehe und von allen Frauen spreche, die sich erniedrigt fühlen und belächelt werden.
Der Titel ist in einem Synthiepop-Stil gehalten, der die genretypischen Elemente enthält.

## Veröffentlichung
Der Titel erschien als Musikstream am 15. Dezember 2023. Das Musikvideo erschien am selben Tag und entstand unter der Leitung von Laia Lluch.

## Beim Eurovision Song Contest
Mit dem Titel nahm Spanien beim Eurovision Song Contest 2024 teil. Als Teil der „Big Five“ war das Land bereits für das Finale qualifiziert, welches am 11. Mai 2024 stattfand. Dort wurde dem Lied der 8. Startplatz zugeteilt. Es erreichte mit insgesamt 30 Punkten den 22. Platz. Davon entfielen 19 Punkte auf die Jurys, wo der Titel auf dem 19. Platz lag, und 11 Punkte auf die Zuschauer, wo er den 22. Platz belegte.

## Rezeption

### Kritiken
Sergio del Amo von El País zieht einen Vergleich mit dem Titel Bitch von Meredith Brooks, welcher 1997 erschien. Da kein Radiosender den Titel trotz seines anstößigen Namens zensierte, hätte die Mehrheit den Inhalt als Anerkennung der Vielschichtigkeit von Frauen verstanden. Weiterhin sei die feministische Aneignung des Schimpfwortes kein Einzelfall gewesen, sondern schon in den 80er-Jahren aufgetreten. Silvia R. Court schreibt in ElDiario.es, dass trotz der intensiven Diskussion um den Liedtext nie die Frage nach dem Patriarchat gestellt wurde. Die sexuelle Aufteilung in Mann und Frau und das persönliche Eigentum des Mannes, das er als seine Frau betrachtet, bleibe unbemerkt.
20Minutos sammelte verschiedene internationale Rezensionen, die größtenteils die feministische Botschaft des Titels teilen, aber auch auf die starke Polarisierung in der spanischen Gesellschaft über den Titel aufmerksam machen.
Die Journalistin Montserrat Boix trat nach der Wahl des Titels beim Benidorm Fest in ihrer Funktion als Beauftragte für Gleichberechtigung und Diversität bei RTVE zurück und erklärte, dass Zorra weder etwas mit Bestärkung noch mit Feminismus zu tun habe und entschuldigte sich bei Opfern geschlechtsspezifischer Gewalt. Sie betonte weiterhin, dass ihre erste Aufgabe im Jahr 2022 darin bestand, nach dem Sieg des Titels SloMo die Grundlagen des Benidorm Festes zu ändern.
Pedro Sánchez zeigte sich in einem Interview dem Titel positiv gesinnt und meinte, dass Provokationen in Bezug auf die Stärkung von Frauenrechten notwendigerweise aus der Kulturszene kommen müssten. Ihm gefalle der Titel gut und zeigte Verständnis dafür, dass Vertretern der „Faschosphäre“ „Cara al sol“ besser gefallen hätte. Mit der Verwendung von dem aus Frankreich stammenden und im Spanischen als „faschosfera“ übersetzten Wort hatte Sánchez kurz zuvor Kritik auf sich gezogen.

### Chartplatzierungen
| ChartsChartplatzierungen | Höchstplatzierung | Wochen |
| ------------------------ | ----------------- | ------ |
| Spanien (Promusicae)     | 5 (7 Wo.)         | 7      |

### Auszeichnungen für Musikverkäufe
| Land/Region          | Auszeichnungen für Musikverkäufe (Land/Region, Auszeichnung, Verkäufe) | Verkäufe |
| -------------------- | ---------------------------------------------------------------------- | -------- |
| Spanien (Promusicae) | Platin                                                                 | 60.000   |
| Insgesamt            | 1× Platin ·                                                            | 60.000   |